# Наталия Полонска-Василенко
Наталия Димитрова Полонска-Василенко (на украински: Ната́ля Дми́трівна Поло́нська-Василе́нко) е една от най-големите украинска исторички на XX век.

## Биография
Родена е на 12 февруари 1884 г. в Харков. Учи история при Митрофан Довнар-Заполски в Киевския университет, а от 1912 г. е член на Историческото дружество „Нестор“ в Киев. От 1916 г. е преподавател в Киевския университет и директор на археологическия му музей. През 1920-те години е професор в Киевския институт по география, археология и изкуство и научен сътрудник в Украинската академия на науките. Тя е свидетел, но оцеляла от чистките на Йосиф Сталин през 1930 г., и от 1937 до 1940 г. е член на реорганизираната и съветизирана Аакадемия. През 1940 г. получава докторска степен и става професор в Киевския университет. По време на германската окупация ръководи Киевския централен архив и работи в Киевската градска администрация, отговаря за преименуването на улиците и консултира Музеят архив на преходния период (посветен на постиженията на германската окупация и престъпленията на комунистите). След обрата във войната, се мести на запад, първо в Лвов, после в Прага и накрая в Бавария. През 1944 – 1945 г. е професор в Украинския свободен университет в Прага и се премества заедно с тази институция в Мюнхен, където продължава да преподава до смъртта си през 1973 г. През 1960-те години участва активно в създаването на Украинската историческа асоциация, базирана в САЩ, и е вицепрезидент от 1965 г. Тя е съпруга на украинския историк и държавник академик Микола Василенко.
Умира на 8 юни 1973 г. в Дорнщат, Западна Германия.

## Научна дейност
Тя е специалист по украинска археология, история на Киевска Рус, късната история на запорожките казаци. Пише подробно и за съвременната украинска историография.
Преди Първата световна война участва в съставянето и писането на голям руски атлас за културна история, който е публикуван в три тома между 1913 и 1914 г. През 1920-те години публикува обширно за запорожките казаци в различни периодични издания на Украинската академия и трансформацията и присъединяването на Южна Украйна към Руската империя по време на управлението на Екатерина Велика и нейните предшественици.
По време на Студената война, лишена от използването на архивите на родината си, събира и препечатва много от по-ранните си проучвания за запорожките казаци (1965 – 67), пише няколко спомена за интелигенцията в революционна и съветска Украйна, включително история на Украинската академия на науките (2 т. 1955 – 58), публикува книга за сталинските репресии на украинските историци (1962) и се насочва към синтеза в края на кариерата си, публикувайки сборник за украинската историография (1971) и двутомна обща история на Украйна (1973 – 1976).
Чрез преподаването си в Украинския свободен университет и многобройните си публикации повлиява на няколко по-млади украински историци на запад, особено основателя на Украинската историческа асоциация Любомир Винар. След провъзгласяването на украинската независимост през 1991 г., нейното творчество, включително нейната история на Украинската академия и нейната обща история на Украйна, са издадени в родината ѝ, където става широко известна.